# Unió pel Judaisme Reformista
La Unió pel Judaisme Reformista (en anglès: Union for Reform Judaism) (URJ) (fins a 2003: Union of American Hebrew Congregations) és el braç congregacional del judaisme reformista a Amèrica del Nord, l'organització va ser fundada en 1873 pel rabí Isaac Mayer Wise. La unió està afiliada amb la Conferència Central de Rabins Americans. El president actual és el rabí Richard Jacobs.

## Afiliació
La URJ té una afiliació aproximada d'uns 880.000 membres registrats adults, repartits en prop de 900 congregacions. Afirma representar a 2,2 milions de membres, gairebé un terç de la població adulta jueva nord-americana, incloent a molts jueus que no són membres actius de la sinagoga, però que es consideren propers al moviment reformista, fent d'ella la major denominació jueva no ortodoxa. La URJ va ser un membre fundador de la Unió pel Judaisme Progressista, de la qual la URJ és part fundacional i constituent.

## Organització juvenil
La Federació Nord-Americana de la Joventut del Temple (en anglès nord-americà: North American Federation of Temple Youth) (NFTY) és el moviment juvenil del judaisme reformista, existeix per organitzar i donar suport als grups juvenils a les sinagogues reformistes. Prop de 750 grups locals de joves estan afiliats amb l'organització, incloent un total de 8.500 joves membres. L'associació progressista d'escoles de dia reformades, està afiliada amb la URJ. En 2014, hi havia 14 escoles de dia jueves que formaven part de l'associació, dues al Canadà, una a Israel, i la resta als Estats Units.

## Campaments
Els programes i els campaments de la URJ, són el major sistema de campaments jueus dels Estats Units,amb 13 campaments d'estiu repartits pels EUA, incloent entre ells un campament esportiu, un institut de lideratge per als adolescents, i programes pels joves amb necessitats especials. Alguns campaments han ofert als alumnes d'institut, l'oportunitat de viatjar a Israel durant l'estiu. La URJ ofereix diversos programes per viatjar a Israel a membres de seminaris i estudiants.